# Chiesa della Madonna del Perpetuo Soccorso
La chiesa della Madonna del Perpetuo Soccorso è un luogo di culto cattolico di Porto Cesareo.

## Storia
Edificata nel 1880 accanto alla cappella di Santa Cesarea Vergine del 1639, la chiesa della Madonna del Perpetuo Soccorso possiede una faccia neoclassica con una sola navata rettangolare con volta a stella. Al suo interno ospita le statue di Santa Cesarea e della Madonna del Perpetuo Soccorso. La piazza adiacente all'edificio fu, quindi, rinominata Piazza Madonna del Perpetuo Soccorso, mentre una via di Porto Cesareo è dedicata al parroco Lorenzo Marzio Strafella che ha iniziato a celebrare nel luogo sacro a partire dal 14 ottobre 1952.